# Samuel Adler
Samuel Hans Adler (Mannheim, 4 maart 1928) is een Amerikaans componist, muziekpedagoog, musicoloog en dirigent van Joods-Duitse herkomst.

## Levensloop
Adler komt vanuit een muzikale familie. Zijn vader was cantor aan de Hauptsynagoge te Mannheim en eveneens als componist van Joods-liturgische muziek bekend. In 1939 emigreerde hij naar de Verenigde Staten en studeerde tot 1948 aan de Boston University en later tot 1950 aan de Harvard University in Cambridge, Massachusetts. Tot zijn leraren behoorden voor compositie Herbert Fromm, Walter Piston, Randall Thompson, Paul Hindemith en Aaron Copland, voor orkestdirectie Serge Koussevitzky en voor musicologie Paul Amadeus Pisk (1893-1990), Karl Geiringer (1899-1989) en Archibald T. Davison (1883-1961).
In 1950 ging hij naar het leger, bleef daar tot 1952 en stichtte en dirigeerde het Seventh Army Symphony Orchestra. Met dit orkest deed hij concertreizen door heel Europa, onder andere meer dan 50 concerten in Oostenrijk en Duitsland. Het orkest en zijn leider werd de eremedaille van de United States Army toegekend.
Van 1953 tot 1966 was hij muzikale leider van het Temple Emanu-El in Dallas, Texas en van 1955 tot 1966 instructeur voor de schone kunsten aan de Hockaday School in Dallas, Texas. Van 1954 tot 1958 was hij dirigent aan het Dallas Lyric Theater en van het koor Dallas Chorale. De University of North Texas beriep hem 1957 tot professor voor compositie en deze functie hield hij tot 1977. In 1966 werd hij professor voor compositie aan de befaamde Eastman School of Music in Rochester (New York), in 1974 werd hij hoofd van de compositieafdeling en bleef in deze functie aan tot 1995. Sinds 1997 is hij lid van de faculteit voor compositie aan de Juilliard School of Music in New York. Hij is eredoctor van de Southern Methodist University, Wake Forest University, St. Mary’s Notre-Dame en het St. Louis Conservatory.
Tot zijn leerlingen behoren Eric Ewazen, Fisher Tull, Dana Wilson, Ye Xiaogang.
Hij gaf masterclasses en workshops aan meer dan 300 universiteiten in de hele wereld, onder andere ook op het muziekfestival in Tanglewood, Aspen, Brevard, Bowdoin en ook in Frankrijk, Duitsland, Israël, Spanje, Oostenrijk, Polen, Zuid-Korea en verschillende landen in Zuid-Amerika.
Voor zijn composities kreeg hij vele prijzen en onderscheidingen (American Academy of Arts and Letters Award, Charles Ives Award, Lillian Fairchild Award, Eastman School’s Eisenhard Award for Distinguished Teaching, Composer of the Year van de American Guild of Organists). Hij is lid van de Academia Chilena de Bellas Artes sinds 1993, sinds 1999 van de Akademie der Künste in Duitsland en sinds 2001 van de American Academy of Arts and Letters.
Hij schreef meer dan 400 gepubliceerde werken, onder andere 5 opera's, 6 symfonieën, 12 concerten voor verschillende instrumenten en 4 oratoria.

## Composities

### Werken voor orkest

#### Symfonieën
- 1953 Symfonie no. 1
- 1957 Symfonie no. 2
- 1967 Symfonie no. 4 «Geometrics»
- 1975 Symfonie no. 5 «We Are the Echoes», voor mezzosopraan en orkest
  1. We Go
  2. Even During War
  3. The Future
  4. We Are the Echoes
  5. God Follows Me Everywhere
- 1985 Symfonie no. 6
- 1988 Beyond the Land, een symfonie voor orkest

#### Concerten voor instrumenten en orkest
- 1961 Rhapsody, voor viool en orkest
- 1961 Song and Dance, voor altviool en orkest
- 1970 Concerto, voor orgel en orkest
- 1977 Concerto, voor fluit en orkest
- 1983 Concerto, voor piano en orkest
- 1985 Concerto, voor saxofoonkwartet en orkest
- 1991 Concerto «Shir Ha Ma'alot», voor blazerskwintet en orkest
- 1994 Concerto, voor gitaar en orkest
- 1995 Concerto, voor cello en orkest
- 1997 Concerto no. 2, voor piano en orkest
- 1998 Lux Perpetua, symfonische gedicht voor orgel en orkest
- 2000 Concerto, voor altviool en orkest
- 2002 Concerto, voor hoorn en orkest
- 2003 Beyond the Pale A Portrait of a Kezmer, voor klarinet en strijkorkest
- 2003 Pianoconcert nr. 3, voor piano en strijkers

#### Andere werken voor orkest
- 1954 Toccata
- 1954 Concertino, voor strijkorkest
- 1955 The Feast of Lights - Variations on two Chanukah melodies
- 1955 Summer Stock, ouverture
- 1958 Jubilee, prelude voor orkest
- 1962 Elegy, voor strijkorkest
- 1963 Requiescat in Pace - In Memory of President John F. Kennedy
- 1962 Four Early American Folk Songs, voor strijkorkest
- 1968 City by the Lake
- 1971 Concerto for Orchestra
- 1971 Sinfonietta, voor orkest
- 1976 A Little Bit of ..., voor strijkes
- 1976 Concertino no. 2, voor strijkorkest
- 1982 Joi, Amor, Cortezia, voor kamerorkest
- 1984 In Just Spring, ouverture voor orkest
- 1988 The Fixed Desire of the Human Heart
- 1990 Shadow Dances, suite en dansen voor orkest
- 1991 To Celebrate a Miracle, Chanukah suite
- 1992 Man Lebt Nur Einmal (One Lives but Once), voor de 300e verjaardag van het symfonieorkest van Mannheim
- 1993 Centennial - a Celebration for Symphony Orchestra
- 1993 Concertino no. 3
- 1996 Art Creates Artists - a Celebration for Orchestra
- 1997 Max und Moritz (Max en Maurits), voor spreker en orkest
- 2001 Show An Affirming Flame, symfonisch gedicht

### Werken voor harmonieorkest
- 1960 rev.1980-1981 Symfonie no. 3 - «Dyptich»
- 1961 Southwestern Sketches
- 1965 Festive Prelude
- 1967 Music for Eleven
- 1968 Concerto, voor altviool en harmonieorkest
- 1968 Concerto for Winds, Brass and Percussion
- 1971 Serenade, voor dubbelkoor (SSAATTBB) en harmonieorkest
- 1976 A little Night and Day Music
- 1977 The Force of Credulity, suite
- 1987 Double Visions
- 1981 An American Duo
- 1981 Snow Tracks
- 1982 Merrymakers
- 1990 Ultralight, fanfare voor harmonieorkest
- 1995 Family Portraits
- 1995 Rogues and Lovers
- 1997 Serenata Concertante, voor fluit, hobo, fagot, saxofoon en harmonieorkest
- 1998 American Airs and Dances
- 1998 Dawn to Glory, voor de 200e verjaardag van de Militaire academie van de Verenigde Staten te West Point
- 1999 To Celebrate a Miracle, Chanukah suite
- 2005 Pygmalion, ouverture
- Concerto, voor gitaar en harmonieorkest
- Concerto, voor alt-trombone en harmonieorkest

### Muziektheater

#### Opera's
| Voltooid in | titel                                                                                    | aktes  | première                                                             | libretto       |
| ----------- | ---------------------------------------------------------------------------------------- | ------ | -------------------------------------------------------------------- | -------------- |
| 1950        | The Outcasts of Poker Flats                                                              | 1 akte | 8 juni 1962, Denton (Texas), Universiteit van Noord Texas            | Judah Stampfer |
| 1971        | The Wrestler, kerkopera                                                                  | 1 akte | 22 juni 1972, Dallas (Texas), American Guild of Organists Convention | Judah Stampfer |
| 1973        | The Lodge of Shadows                                                                     |        | 3 mei 1988, Fort Worth                                               | Jarold Ramsey  |
| 1974        | The Disappointment; reconstructie van een van de eerste Amerikaanse Ballad Operas (1767) |        | 7 april 1976, Washington D.C., Library of Congress                   | Andrew Barton  |

#### Operettes
| Voltooid in | titel                | aktes | première | libretto           |
| ----------- | -------------------- | ----- | -------- | ------------------ |
| 1985        | Purim Merry-Go-Round |       |          | Rabbi Joseph Klein |

#### Balletten
| Voltooid in | titel      | aktes | première               | libretto | choreografie |
| ----------- | ---------- | ----- | ---------------------- | -------- | ------------ |
| 1978        | The Waking |       | april 1979, Louisville |          |              |

### Missen, cantates, oratoria en geestelijke muziek
- 1963 B'shaaray Tefilah, een sabbath godsdienst voor kantor, gemengd koor en orgel
- 1974 We Believe, een ecomenische mis voor gemengd koor en 8 instrumenten
- 1978 Eli Tziyon, voor gemengd koor en orgel
- 1979 It Is to God I Shall Sing , voor gemengd koor en orgel
- 1981 Hashkivenu, voor kantor, gemengd koor en orgel
- 1981 Jacob's Ladder, voor gemengd koor en piano
- 1984 Havdalah Service, voor gemengd koor en piano
- 1984 L'cha Dodi, voor solisten, gemengd koor, orgel en fluit
- 1986 Choose Life, oratorio voor sopraan, tenor, gemengd koor en orkest
- 1988 Stars in the Dust, cantate voor sopraan, tenor, bas, gemengd koor en 8 instrumenten
- 1989 Any Human to Another, cantate voor gemengd koor, strijkorkest en piano
- 1989 Verses from Isaiah, voor gemengd koor, koperkwintet, orgel en handbells
- 1990-1991 Yamim Naraim I and II (A Two-Volume Anthology for the High Holydays), voor kantor, gemengd koor en orgel
- 1991 Ever Since Babylon, cantate voor 4 solisten, gemengd koor en 8 instrumenten
- 1995 Call to Worship, voor kantor, gemengd koor en orgel
- 1998 Five Sephardic Choruses, voor gemengd koor en piano
  1. Yom Gila
  2. Ya Ribbon Olam
  3. Ein Keloheinu
  4. Adon Olam
  5. Zamm'ri Li
- 2000 Transfigurations, een ecomenische mis, voor solisten, gemengd koor, koperkwintet en orgel
- 2004 Jonah, cantate voor sopraan, alt, tenor, gemengd koor en orkest
- How Long, O Lord?, voor gemengd koor en orgel
- How Precious Is Thy Loving Kindness, voor gemengd koor en orgel
- I Will Give Thanks unto the Lord, voor gemengd koor en orgel
- Judah's Song of Praise, voor gemengd koor, piano en orkest
- Yom Hashabbat, voor gemengd koor en piano

### Werken voor koor
- 1961 Five American Folk Songs,
  1. Young Hunting
  2. Chic-A-Boom
  3. Hick's Farewell
  4. Cripple Creek
  5. Gypsy Laddie
- 1964 Hinay Yom Hadin (Behold the Day of Judgment), voor solisten en gemengd koor
  1. Hayom Harat Olam
  2. Ayl Melech Yoshev
  3. Un'shafar Gadol
  4. Avinu Malkaynu
- 1971 Division, voor dubbelkoor (SSAATTBB)
- 1975 Jubellied, voor dubbelkoor (SSAATTBB)
- 1976 Leisure (A Madrigal), voor gemengd koor
- 1986 A Prayer for Peace, voor gemengd koor en strijkorkest
- 1987 To Remember: to be remembered, voor gemengd koor
- 1990 Two Shelley Songs
  1. To-
  2. The Fugitives
- 1990 The Fugitives
- 1995 Rogues and Lovers a Folksong Suite, voor gemengd koor en harmonieorkest
- 1997 A Psalm Trilogy, voor gemengd koor
- A Hymn of Praise, voor gemengd koor en orgel
- A Song of Hanukkah, voor gemengd koor en orkest
- As I Lay Sleeping, voor mannenkoor
- Awake, Do Not Cast Us Off, voor gemengd koor en orgel
- In Nature’s Ebb and Flow voor vrouwenkoor (SSAA)
- Symptoms of Love, voor mannenkoor
- Two Songs of Hope, voor mannenkoor en orgel

### Vocale muziek
- 1968 Lament, voor bariton en orkest
- 1977 A Falling of Saints, voor tenor, bas, gemengd koor en orkest
- 1993 Time In Tempest Everywhere, voor sopraan, hobo en kamerorkest
- 1993 Primavera Amarilla, voor mezzosopraan, klarinet, viool, cello en piano
- 2002 Recalling the Yesterdays, voor mezzosopraan, fluit, klarinet, viool, piano en slagwerk
- 2003 The Challenge of the Muse, voor sopraan, tenor en orkest

### Kamermuziek
- 1946 Concert Piece for Brass Choir, voor 3 trompetten, 3 hoorns, 3 trombones, eufonium, pauken en tuba
- 1947 Praeludium for Brass Choir, voor 3 trompetten, 3 hoorns, 3 trombones, eufonium, tuba en slagwerk
- 1948 Divertimento for Brass Choir, voor 3 trompetten, 3 hoorns, 3 trombones, eufonium, pauken en tuba
- 1948 Sonata, voor hoorn en piano
- 1963 Five Movements, voor koperkwintet
- 1964 Music for Eleven, voor 6 blazers en 5 slagwerkers
- 1968 Five Vignettes, voor 12 trombones
- 1970 Brass Fragments, voor eufonium, 4 trombones, 4 trompetten, 4 hoorns en tuba
- 1971 Histrionics, voor Brass Choir en twee slagwerkers
- 1979 Trumpet Triptych, voor zeven trompetten
- 1982 Introit and Toccatina, voor twee trompetten en orgel
- 1983 Trumpetry: A Fanfare for Two Trumpets, voor twee trompetten
- 1984 Sonata, voor altviool en piano
- 1987 Pasiphae, voor piano en slagwerk
- 1988 Acrostics Four Games for Six Players, voor fluit, hobo, klarinet, viool, cello en klavecimbel
- 1992 Ports of Call a Mediterranean Suite, voor twee violen en gitaar
  1. Alexandria
  2. Haifa
  3. Marseille
  4. Salonika (Thessalonike)
- 1993 Into the Radiant Boundaries of Light, voor altviool en gitaar
- 1995 Diary of a Journey Four Snapshots, voor fluit, fagot en cello
- 1997 Brahmsiana a Celebration for Eight Horns in F
- 1997 Pensive Soliloquy, voor saxofoon en piano
- 2000 Piano Quintet, voor piano en strijkkwartet
- 2000 Scherzo Schmerzo, voor vier trompetten, hoorn, vier trombones, tuba en slagwerk
- 2000 Romp, voor strijkkwartet
- 2001 Divertissement, voor viool en marimba
- 2002 Divertissement, voor altviool en marimba

### Werken voor orgel
- 1955/1964 Two Meditations
- 2001 In Praise of Bach
- 1983 When Jesus Wept, prelude voor orgel

### Werken voor piano
- 1980 Thy Song Expands My Spirit
- 1981 The Sense of Touch Eight Pieces
- 2001 Four Composer Portraits Birthday Cards

### Werken voor klavecimbel
- 1989 Bridges to Span Adversity
- 1982 Sonata

### Werken voor gitaar
- 1985 Sonata

## Publicaties
- Samuel Adler: Choral Conducting. Holt Reinhart and Winston, 1971. 2e uitgave Schirmer Books, 1985.
- Samuel Adler: Sight Singing - Pitch, Interval, Rhythm. W.W. Norton, 1979, 1997.
- Samuel Adler: The Study of Orchestration. W.W. Norton, 1982, 1989, 2001.